# Bâton de Bourbotte
Pour les articles homonymes, voir Bourbotte.
Le  bâton de Bourbotte est un trophée virtuel que sont censés se disputer les clubs participant au championnat de France de football. Ce trophée est non officiel et n'a aucune valeur historique.
Ce bâton se transmet lorsqu’une équipe bat le possesseur du bâton lors d'un match du championnat de France de football de la plus haute division.
Il est créé en 2009 par des internautes sur le blog Poteau rentrant en s'inspirant du bâton de Nasazzi, trophée inventé en 2003.
Les créateurs, n'ayant à l'époque pas trouvé sur internet les résultats des sept premiers championnats de France disputés de 1932 à 1939,  n'ont fait débuter leur trophée qu'après la victoire du Lille OSC lors de la 8e édition du championnat de France en 1945-1946. Le club lillois a alors été arbitrairement désigné premier détenteur pour la saison 1946-1947, et le bâton nommé d'après François Bourbotte, capitaine lillois lors de la saison 1945-1946.
À la fermeture du blog en 2013, deux amis reprennent l'idée et créent un site internet dédié au trophée, plusieurs articles de presse ayant relayé l’initiative depuis 2016.
Néanmoins, avec la problématique des matchs en retard et la difficulté de retrouver la date exacte de tous les matchs du championnat, il n'est pas garanti que les données du bâton de Bourbotte soient exactes. De plus, les créateurs ont dû prévoir qu'un club relégué possédant le bâton devait le céder sans avoir perdu de match, pour éviter que le trophée ne descende en Ligue 2.

## Historique

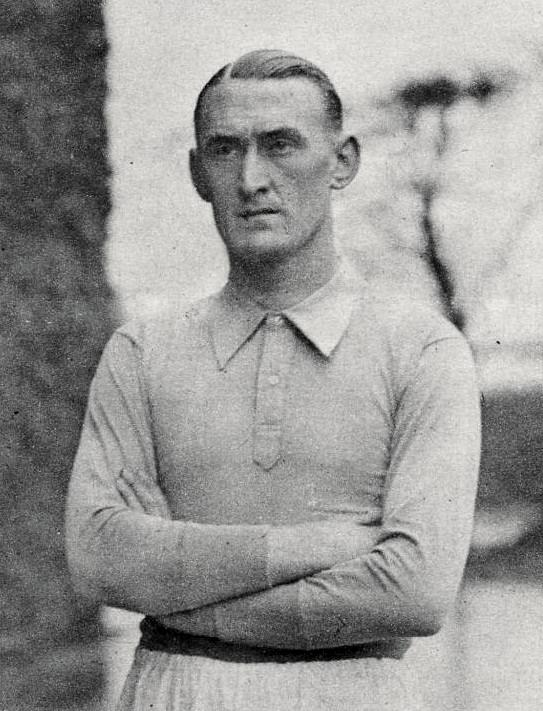
François Bourbotte en 1938.

Reprenant l'idée du bâton de Nasazzi,, fin 2008 ou début 2009, le site Poteau rentrant, un blog qui traite l'actualité du football de manière décalée, crée le bâton de Bourbotte. Il le fait alors débuter rétroactivement au vainqueur du premier championnat d'après-guerre, le Lille OSC, lors de la saison 1945-1946 et établit la liste rétroactive de tous ses détenteurs depuis. Le second détenteur en sera ainsi le RC Roubaix, vainqueur de Lille à la 5e journée de la saison 1946-1947 puis pris par l'AS Saint-Étienne.
Seuls les matchs du championnat de France de Ligue 1 sont pris en compte, pas ceux d'autres compétitions (coupe de France, coupe de la Ligue, coupes d'Europe), ni les matchs amicaux. Ce trophée ne peut être détenu que par une équipe de Ligue 1 donc si son possesseur descend en Ligue 2 à l'issue de la dernière journée du championnat, le bâton est restitué au précédent club qui le possédait et qui reste en Ligue 1 (ce qui est arrivé 7 fois entre les saisons 1946-1947 et 2016-2017). 
À la suite de la fermeture du site Poteau rentrant en 2013, le concept a été repris par deux internautes sarthois, Guillaume Amary et Paul-Roger Huet, qui ont créé un site consacré à ce trophée virtuel,.  Depuis la saison 2016-2017, le bâton de Bourbotte a gagné en notoriété, plusieurs clubs et  associations de supporters relayant sur les réseaux sociaux la possession ou l'enjeu du trophée.